# 腓特烈·威廉 (索爾姆斯-布勞恩費爾斯)
腓特烈·威廉（Friedrich Wilhelm zu Solms-Braunfels，1696年1月11日—1761年2月24日）是第一代索爾姆斯-布勞恩費爾斯親王，1742年由神聖羅馬皇帝查理七世冊封。他的兒子斐迪南在他去世後繼承親王之位，女兒烏爾里克·路易絲則成為黑森-洪堡伯爵夫人。